# Urvillea
Urvillea es un género de plantas de la familia Sapindaceae. Contiene 36 especies.

## Especies seleccionadas
- Urvillea affinis
- Urvillea andersonii
- Urvillea berteriana
- Urvillea biternata
- Urvillea chacoensis
- Urvillea dasycarpa
- Urvillea dissecta
- Urvillea uniloba

- Datos: Q7901594
- Multimedia: Urvillea / Q7901594
- Especies: Urvillea (Sapindaceae)